# Noa Eshkol
Pour les articles homonymes, voir Eshkol.
Noa Eshkol est une danseuse et chorégraphe israélienne née à Safed le 28 février 1924 et décédée à Holon le 14 octobre 2007. Avec son mari architecte, Abraham Wachmann, elle est l'auteure d'un système de notation du mouvement (1958), l'Eshkol-Wachman movement notation (en) (EWMN).